# Francisco Pizarro

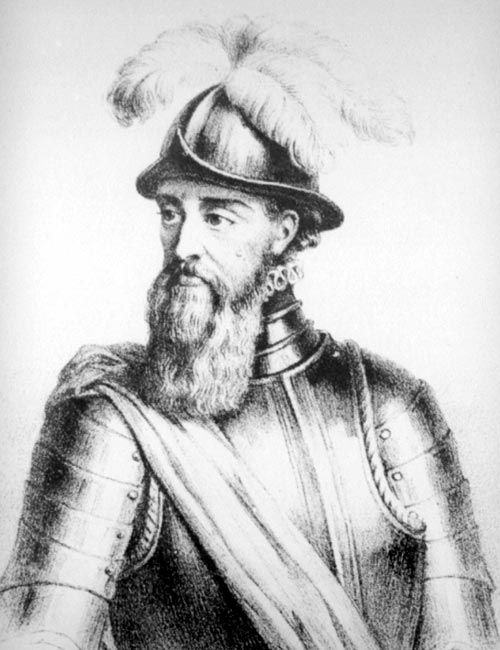
Francisco Pizarro

Francisco Pizarro (Trujillo, 16 maart 1478 – Lima, 26 juni 1541) was een Spaans ontdekkingsreiziger en conquistador.

## Biografie

### Jeugd en familie
Pizarro werd geboren in Trujillo, in de Spaanse regio Extremadura, als de onwettige zoon van de hidalgo en infanteriekolonel Gonzalo Pizarro Rodríguez de Aguilar en Francisca González. Er werd weinig aandacht aan zijn opleiding besteed en hij groeide op als analfabeet. Hij trouwde met de zus van Atahualpa. Ze heette Quispe Sisa maar Pizarro noemde haar Inés Huaylas Yupanqui. Hun dochter was Francisca Pizarro Yupanqui, de zoon Gonzalo stierf jong.

### Nieuwe Wereld
Hij verliet Spanje op 10 november 1509, zeilde met Alonso de Ojeda naar de Nieuwe Wereld op een expeditie naar de Golf van Urabá in Tierra Firme en kwam aan in het Caraïbisch gebied. Pizarro nam deel aan Ojeda's mislukte kolonie en gaf er leiding tot hij er met de overlevenden vertrok. Hij zeilde naar Cartagena en kwam in 1513 bij de vloot van Martín Fernández de Enciso en vergezelde Balboa tijdens diens doorvaart van de landengte van Panama naar de Grote Oceaan. Het jaar daarop volgde Pedro Arias Dávila Balboa op en werd gouverneur van Castilla de Oro. De volgende vijf jaar was Pizarro een naaste medewerker van Dávila. Balboa werd door Pizarro, op bevel van Dávila, gearresteerd en in januari 1519 onthoofd. Pizarro werd hiervoor beloond: hij werd van 1519 tot 1523 alcalde (burgemeester) van het onlangs gestichte Panama Stad. 
De eerste poging het westen van Zuid-Amerika te onderzoeken werd in 1522 ondernomen door Pascual de Andagoya. Hij hoorde van inheemse Zuid-Amerikanen dat er een gebied, Virú, lag, rijk aan goud, aan de rivier Pirú (later verbasterd tot Perú).

### Bondgenootschap
Toen Pizarro in 1522 hoorde over de successen van Hernán Cortés en verhalen van de zieke, naar Panama teruggekeerde Andagoya, over gebieden langs de oostkust van wat we nu kennen als Zuid-Amerika, ging hij een bondgenootschap aan met  Diego de Almagro, een soldaat en gelukszoeker in Panama en de priester Hernando de Luque, om nieuwe gebieden in het zuiden te ontdekken en te veroveren. 

### Eerste expeditie
Met 80 man en 40 paarden kwam hij in 1524, tijdens zijn eerste expeditie, door slecht weer, voedselgebrek en conflicten met indianen, niet verder dan Punta Quemada in het huidige Colombia.

### Tweede expeditie
De tweede expeditie was in 1526. In juli 1526 nam Pedro de los Ríos de plaats over van Dávila als gouverneur. Pizarro vertrok met 160 man en een aantal paarden. Het werd geen succes en uiteindelijk kozen er slechts dertien man voor om met Pizarro de rijkdom van het zuiden te zoeken, Los trecede de la fama. In april 1528 bereikten ze de noordwestelijke Tumbes regio. Ze werden door de Tumpi's hartelijk welkom geheten. Ze zagen er voor het eerst lama's, die Pizarro 'kleine kamelen' noemde. Ze keerden daarna terug om zich op de derde expeditie voor te bereiden.
Pizarro zeilde naar Spanje om zich van de steun van de koning zelf te vergewissen, want Pedro de los Ríos gaf hem niet langer toestemming. Pizarro werd door Karel V in Toledo ontvangen, maar tijdens diens afwezigheid tekende koningin Isabella van Portugal de Capitulación de Toledo, waarmee Pizarro gelegitimeerd was de verovering van Peru door te zetten. Hij werd officieel tot gouverneur benoemd, kapitein-generaal, Adelantado en Alguacil Mayor van 'Nieuw Castilië'. In zijn geboortestad Trujillo overtuigde hij zijn broer Hernando Pizarro deel te nemen aan de veroveringstocht. Later sloten ook Juan Pizarro, Gonzalo Pizarro en Pedro Pizarro zich bij de onderneming aan. 

### Begin derde expeditie
De derde expeditie vertrok het volgende jaar met drie schepen, 180 man en 27 paarden. Pizarro had niet de 250 man bij elkaar weten te krijgen, die volgens de Capitulación vereist waren, maar zeilde desalniettemin in januari 1530 naar Gomera. Vandaar ging de reis naar Panama en op 27 december 1530 naar Peru. 

### Slag bij Cajamarca
In mei 1532 vestigde Pizarro de eerste Spaanse nederzetting, San Miguel de Piura. Op 24 september reisde Pizarro verder.
Gebruikmakend van de verzwakking van het Incarijk door de door veroveraars meegebrachte pokken, de dood van kroonprins Ninan Cuyochi en de daarmee samenhangende burgeroorlog tussen de broers Atahualpa en Huáscar, wist hij tot in het hart van het Incarijk door te dringen. In Cajamarca ontdekte hij dat hij zich in een gevaarlijke positie had begeven. De Spanjaarden werden uitgenodigd de Inca keizer Atahualpa te ontmoeten en kwamen 15 november 1532 in Cajamarca aan. Pizarro werd vergezeld door 110 voetsoldaten, 67 cavaleristen, drie arkebussiers en twee falconetten. Pizarro stuurde Hernando Pizarro naar Atahualpa vooruit. Atahualpa ging ermee akkoord Francisco Pizarro de volgende dag te ontmoeten. Op 16 november legde de dominicaner frater Vincente de Valverde de keizer het 'ware geloof' uit en de noodzaak koning Karel V belasting te betalen. Daarop antwoordde Inca keizer: 'Ik zal niemand belastingplichtig zijn'. 
De numerieke overmacht van zijn tegenstanders noopte Pizarro ertoe de (mogelijk daardoor te onvoorzichtige) slecht verdedigde Incakeizer Atahualpa na de slag bij Cajamarca gevangen te nemen. Dit gebeurde  na een vreedzaam en imponerend bedoelde ontmoeting, onder het voorwendsel dat de keizer het christendom had beledigd door een bijbel op de grond te gooien. Maar voor Atahualpa was een boek geen object van betekenis. De Incakeizer was nu gegijzeld en dat bleek een groot militair voordeel. Het Incaleger van duizenden soldaten was nu zonder centrale leiding. Geen van de Incageneraals had voldoende overwicht om de verdediging van het totale grondgebied rond zich te organiseren. Het Incaleger, verzwakt door de gevolgen van de pokkenepidemie, werd systematisch en meedogenloos door de met vuurwapens bewapende en zich op paarden verplaatsende Spanjaarden verslagen. Intussen werd Atahualpa gedwongen als 'losgeld' een kamer, zeven bij vijf meter, vol goud en zilver voor Pizarro te vullen. Ondanks deze inlossing werd hij toch ter dood veroordeeld, wegens "broedermoord" (hij had namelijk opdracht gegeven zijn halfbroer te doden). Vlak voor zijn executie liet de Incakeizer zich bekeren om aan de brandstapel te ontkomen. Atahualpa werd gewurgd. Toen Karel V hoorde van deze terechtstelling, was hij ontstemd, omdat een monarch ter dood was gebracht 'in de naam van rechtvaardigheid'.

### Onderlinge strijd om de macht
Nu de belangrijkste mededingers uit de weg waren geruimd, was Pizarro heer en meester in het rijk. Met 500 man trok hij op naar Cuzco. Op 15 november 1533 gingen ze de stad binnen. Pizarro stichtte 6 januari 1535 bij Rimac een nieuwe stad aan de kust die later Lima zou gaan heten. Een hoofdstad aan de kust was voor de van zee komende Spanjaarden namelijk veel handiger als bruggenhoofd dan de in de bergen gelegen oorspronkelijke Incahoofdstad Cuzco. In Cuzco was een broer van Atahualpa, Túpac Huallpa, op de troon gezet als stroman, maar hij overleed spoedig. Daarna volgde nog een broer op de troon, Manco Inca. Toen Manco Inca merkte dat de echte macht in handen van de Spanjaarden was, zijn huis door een Spaanse meute was geplunderd, hij zijn goud en vrouwen verloor en zelfs gevangengezet werd, ontvluchtte hij Cuzco en begon een Inca-opstand. De slag bij Ollantaytambo wist Manco Inca van Hernando Pizarro te winnen en hij deed opnieuw een poging Cuzco terug te veroveren.
Diego de Almagro had intussen het bezette Cuzco verlaten met een klein legertje, om gebieden ten zuiden en zuidoosten van de hoofdstad te veroveren. Hij vond echter slechts vijandige indianen en moest onverrichter zake terugkeren. Almagro raakte afgunstig op het succes van Pizarro. Hij zette Hernando en Gonzales Pizarro gevangen. Tot een vergelijk tussen Almagro en Manco Inca kwam het niet en na een gewonnen slag achtervolgde Almagro's luitenant de zich terugtrekkende Manco Inca. Manco Inca stichtte ten slotte in Vilcabamba een Neo-Incastaat, die tot 1572 stand hield. 
De vraag hoe de nieuwe macht moest worden verdeeld leidde tot een ernstig conflict tussen de Pizarro broers en Almagro en tussen de Spanjaarden brak een burgeroorlog uit. Pizarro behaalde de overwinning in de slag bij Las Salinas in 1538 en liet zijn bondgenoot Almagro, die nu rivaal was geworden, executeren. Diens zoon El Mozo werd door Pizarro financieel uitgekleed.
Atahualpa's tien jaar oude vrouw Cuximay Ocllo Yupanqui, later Doña Angelina, baarde Pizarro twee zonen: Juan en Francisco.

### Moord
Pizarro werd op 26 juni 1541, op 63-jarige leeftijd, in Lima vermoord door El Mozo, die met een twintigtal aanhangers het gouverneurspaleis bestormde. Pizarro doodde twee aanvallers, maar toen zijn zwaard vastzat in een derde, kon El Mozo hem in de keel steken. Met meer dan twintig messteken werd de conquistador afgemaakt. El Mozo werd het volgende jaar terechtgesteld, na een verloren veldslag.

## Stoffelijk overschot
Pizarro werd begraven in de kathedraal van Lima. Zijn graf werd later verplaatst naar de crypte van de kathedraal. In 1891 werd een mummie als de zijne geïdentificeerd en in een glazen sarcofaag geëxposeerd. Groot was daarom de verbazing toen in 1977 een loden kistje werd gevonden in een dichtgemetselde nis van de crypte, dat volgens het opschrift het hoofd van Pizarro bevatte. Forensisch onderzoek wees uit dat de letsels op de beenderen overeenkwamen met de beschrijving van Pizarro's dood. Ook werd aangetoond dat de mummie niet Pizarro kon zijn. Bijgevolg werden de resten in de sarcofaag vervangen door de inhoud van het loden kistje.

## Nagedachtenis

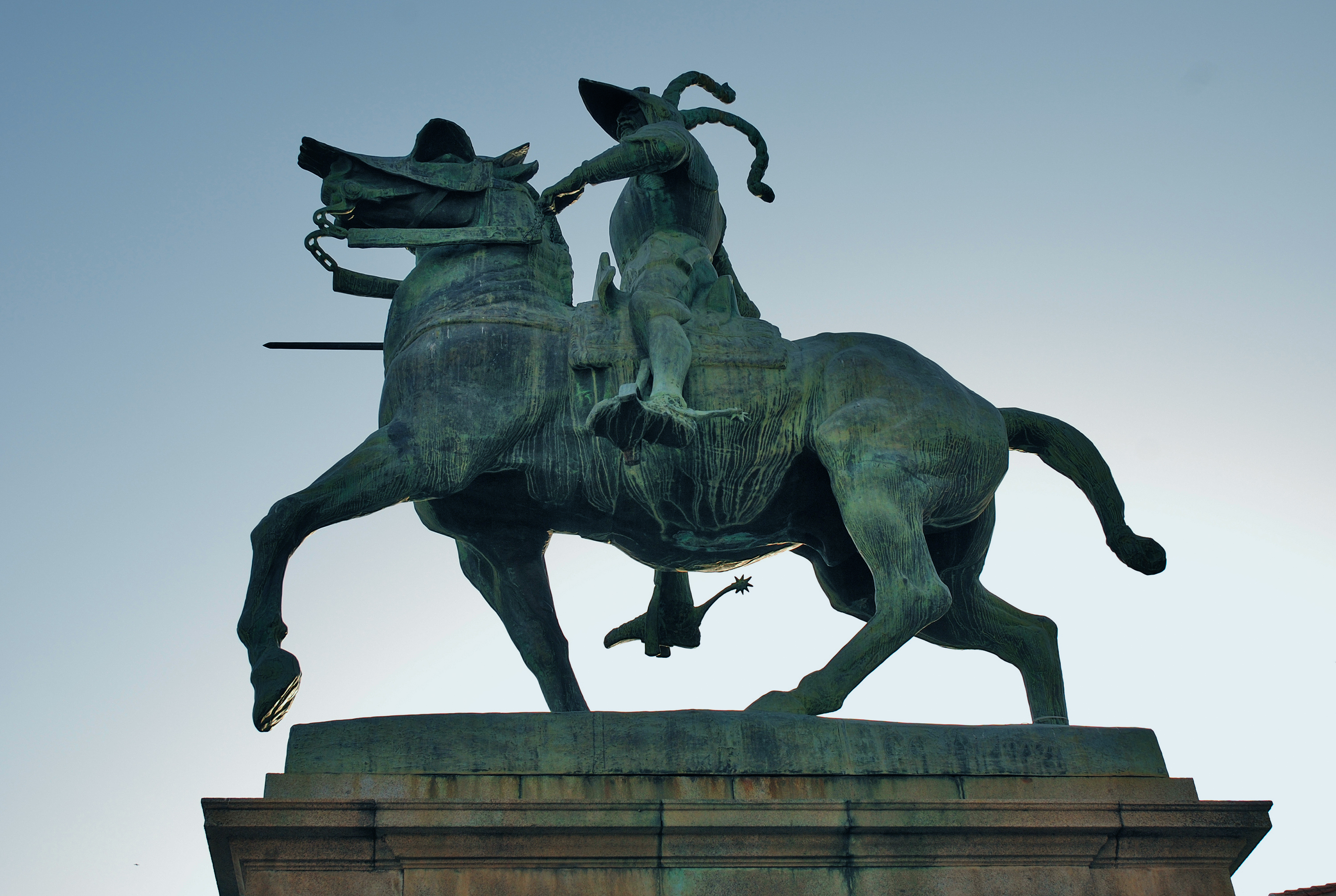
Ruiterstandbeeld van Pizarro in Trujillo

In zijn geboortestad Trujillo werd een bronzen ruiterstandbeeld van Pizarro opgericht.

## Voetnoten
1. ↑  Geoffrey Parker, Emperor. A New Life of Charles V, 2019, p. 357-358
2. ↑  William Maples, Betty Gatliff, Hugo Ludeña, Robert Benfer en William Goza, "The Death and Mortal Remains of Francisco Pizarro" in: Journal of Forensic Sciences, 1989, p. 1021-1036. DOI:10.1520/JFS12733J

- Bibsys: 90208930
- Biblioteca Nacional de España: XX1096849
- Bibliothèque nationale de France: cb120678775 (data)
- Catàleg d'autoritats de noms i títols de Catalunya: 981058514022006706
- Gemeinsame Normdatei: 118594761
- International Standard Name Identifier: 0000 0000 9591 2395
- Library of Congress Control Number: n50082729
- National Central Library: 003344264
- Bibliotheek van het Japanse parlement: 001250999
- Nationale Bibliotheek van Tsjechië: jn20000701421
- Nationale bibliotheek van Australië: 35255889
- Nationale Bibliotheek van Israël: 987007266530105171
- Nationale Bibliotheek van Polen: a0000001187271
- Nederlandse Thesaurus van Auteursnamen: 074503405
- Russische Staatsbibliotheek: 000109120
- LIBRIS: 408480
- SNAC: w6h70mjh
- Système universitaire de documentation: 028948890
- Trove: 884529
- Virtual International Authority File: 29570235
- WorldCat: E39PBJkdkMJMgtDJxKKhmWYkjC